# Grotte de Choranche
Die Höhle von Choranche (auch Coufin-Chevaline-Höhle genannt) befindet sich in der Nähe von Choranche im Parc naturel régional du Vercors und im Vercors-Massivs im Département Isère in Frankreich. Sie hat unterirdische Gewässer und Tropfsteine, unter denen die nadelförmigen Stalaktiten eine Rarität darstellen.
Im November 2014 erhielt die Höhle von Choranche die französische Auszeichnung „Qualité tourisme“ („Qualität im Tourismus“).

## Lage
Der Eingang der Höhle befindet sich am Fuß der Klippen von Presles, die einen natürlichen Felsenkessel bilden.
Die Höhle ist entweder über die Autobahn A 49 Grenoble – Valence über Pont-en-Royans von Westen oder über die Straße D 531, die in der Nähe von Grenoble von Osten in das Massiv hineinführt, zu erreichen. Von der D 531 führt eine knapp drei Kilometer lange befahrbare Sackgasse zur Höhle hinauf. Vor dem Eingang befindet sich auf 600 Metern Höhe ein größerer Parkplatz mit einem Empfangsgebäude. Von dort aus ist der Höhleneingang zu Fuß über einen zirka 300 Meter langen Pfad erreichbar. Das Empfangsgebäude kann auch auf einem knapp drei Kilometer langen, bergauf führenden Pfad aus dem knapp 300 Meter hoch gelegenen Ort Choranche erwandert werden.
Zwischen den Höhleneingängen der benachbarten Grotte de Choranche und der Grotte de Gournier befindet sich der Aussichtspunkt Belvédère de Choranche.

## Geschichte
Das Vercors-Massiv liegt in den westlichen französischen Alpen und entstand zusammen mit den Alpen im Tertiär. Im Miozän wurde das Gebiet von Westen her vom Meer überflutet, wobei Sand und Geröll abgelagert wurden. Das Gebiet wurde während der Eiszeiten ausgehobelt, wobei Risse und Klüfte entstanden, so dass der entstehende Fluss Bourne diese zu einer tiefen Schlucht auswusch. Bei diesen Vorgängen wurden durch die teilweise unterirdisch verlaufenden Zuflüsse der Bourne, die Gebirgsbäche Chevaline und Gournier, die Tropfsteinhöhlen in der Gegend von Choranche gebildet.
Die Grotte wurde 1890 von Anwohnern entdeckt. 1897 erkundete Oscar Decombaz (1866–1914) erste Teile des Höhlensystems mit der Grotte Coufin. 1949 wurde ein unterirdischer Zugang eingerichtet, um die Höhle besser erforschen zu können.

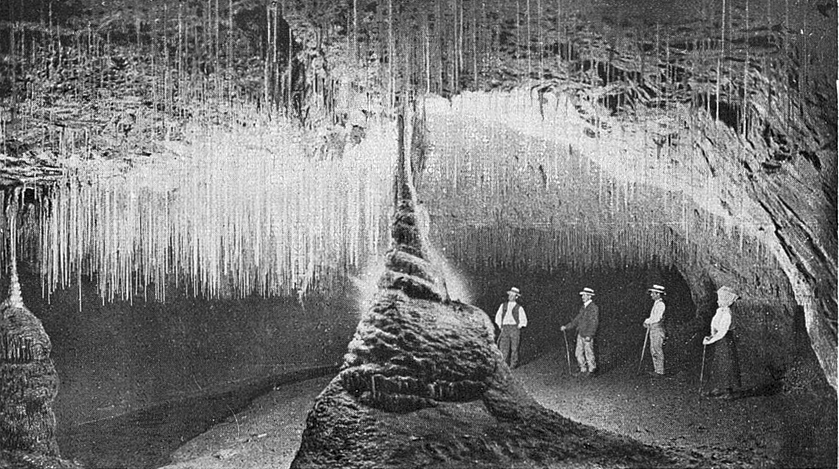
Die Grottes de Coufin vor 1924

Decombaz drang 1897 bis zu den nassen Gewölben der Grotte Chevaline vor. 1943 gelangten André Bourgin, Gaché, Roger Pénelon und Sage bis zur „Kathedrale“, die heute über eine Treppe erstiegen werden kann. Grenobler Höhlenforscher nahmen die Erkundungen 1960 wieder auf; sie gelangten den Fluss hinauf bis zur „Dusche“. 1966 wurde die Verbindung zwischen den beiden Höhlen hergestellt. Die Groupe Spéléo de Valence setzt die Erkundungen seit 1968 fort. 1974 waren vom Höhlensystem knapp 29,5 Kilometer mit einem positiven Höhenunterschied von 411 Metern erkundet, seit 2009 sind es über 32 Kilometer.
Seit 1967 sind rund 500 Meter in der Höhle für die Öffentlichkeit zugänglich.

## Beschreibung
Wie alle Karsthöhlen wurde auch die Höhle von Choranche vom Wasser ausgehöhlt (hydraulische und hydrochemische Erosionen). Die aktiven Netze werden von breiten fossilen Gängen überbrückt. Sie enthält Calcit-Speläotheme in verschiedenen Formen, insbesondere zahlreiche Nadeln, von denen einige eine Länge von drei Metern erreichen. Die Höhle wird von einem unterirdischen Fluss, der Gours, durchzogen, und hat einen unterirdischen See, dessen Ausfluss sich über den Gebirgsbach Chevaline in Kaskaden in den Felsenkessel „Cirque de Choranche“ ergießt, wo er sich auf ungefähr halber Höhe mit dem benachbarten Gebirgsbach Gournier vereinigt (siehe auch unten). Der Großteil der Höhle befindet sich unter Wasser und kann von einem Zugang am Ende der begehbaren Bereiches nur mit Tauchgerät erforscht werden. Der Ursprung des unterirdischen Flusses befindet sich im Coulmes-Massiv, auf dessen Plateau sich der Ort Presles befindet.
In der Höhle werden in einem Aquarium Grottenolme gehalten, die jedoch nicht auf natürliche Weise im Höhlensystem auftauchen, sondern aus Höhlen in Slowenien stammen.
Die Temperatur in der Grotte beträgt das ganze Jahr über 10 Grad Celsius.
Im Vercors gibt es zahlreiche weitere Schauhöhlen, wie zum Beispiel die Grotte de Thaïs.

## Galerie

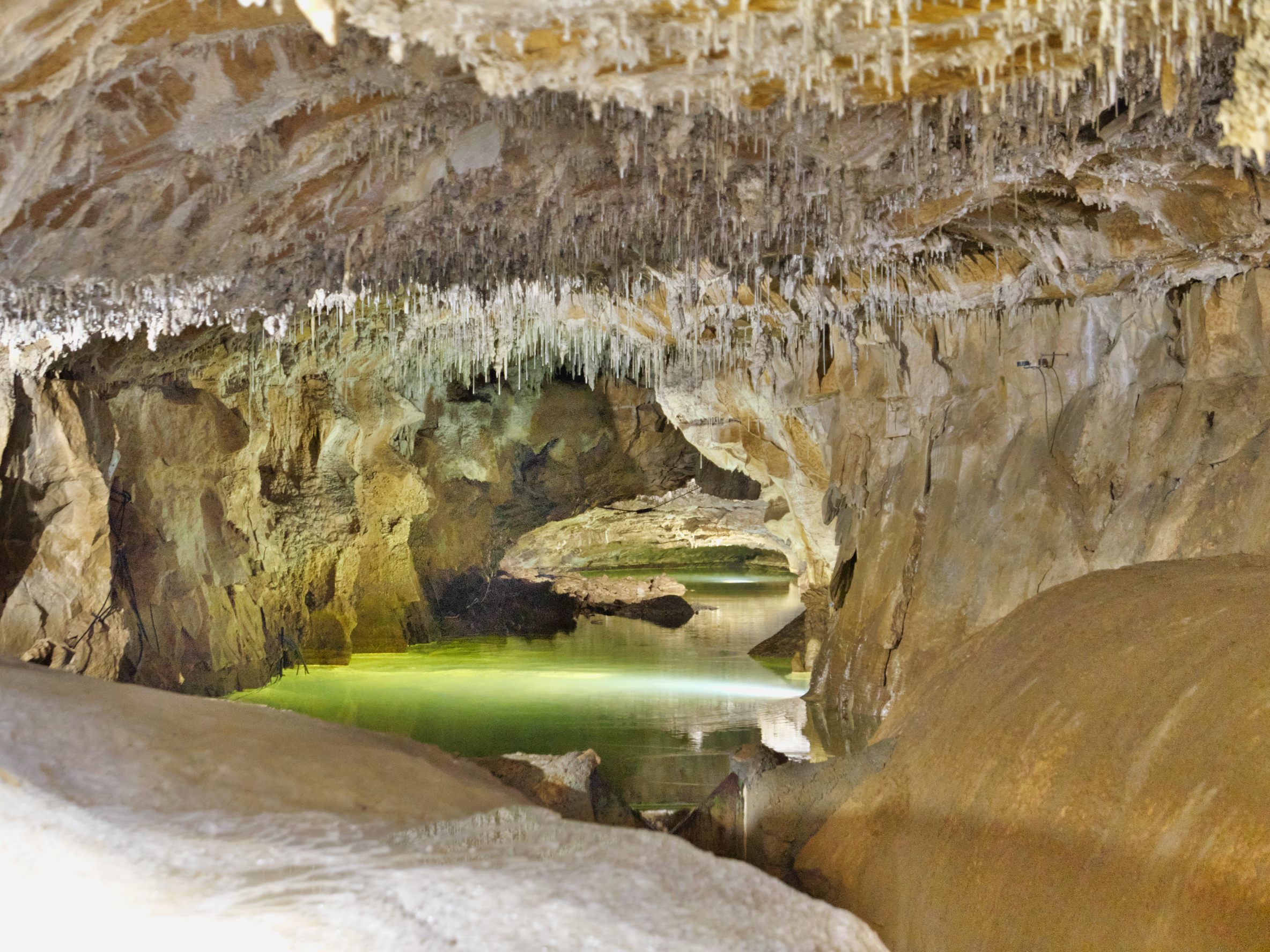
Zugang zum Unterwasserbereich
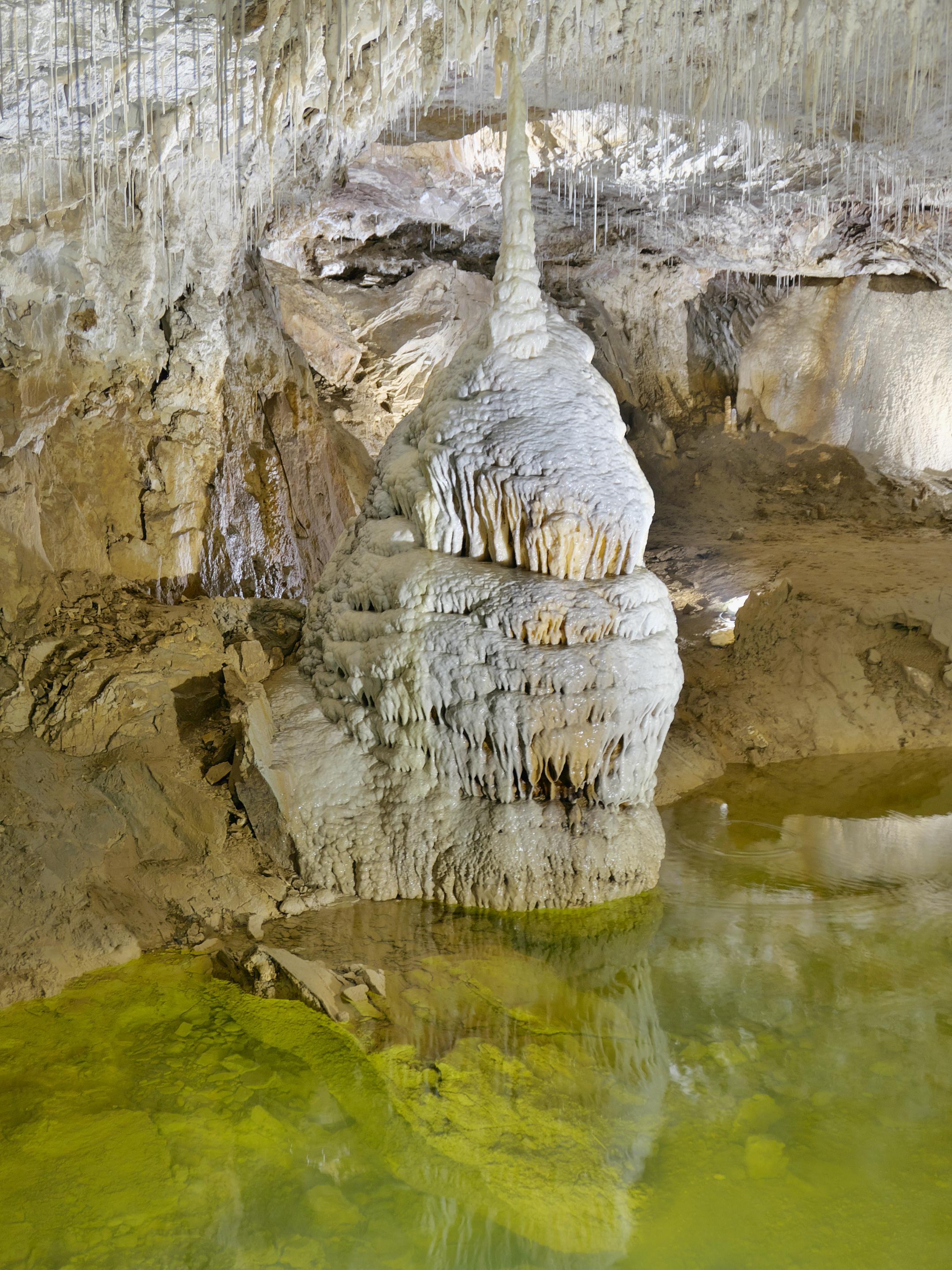
Massiver Stalagmit
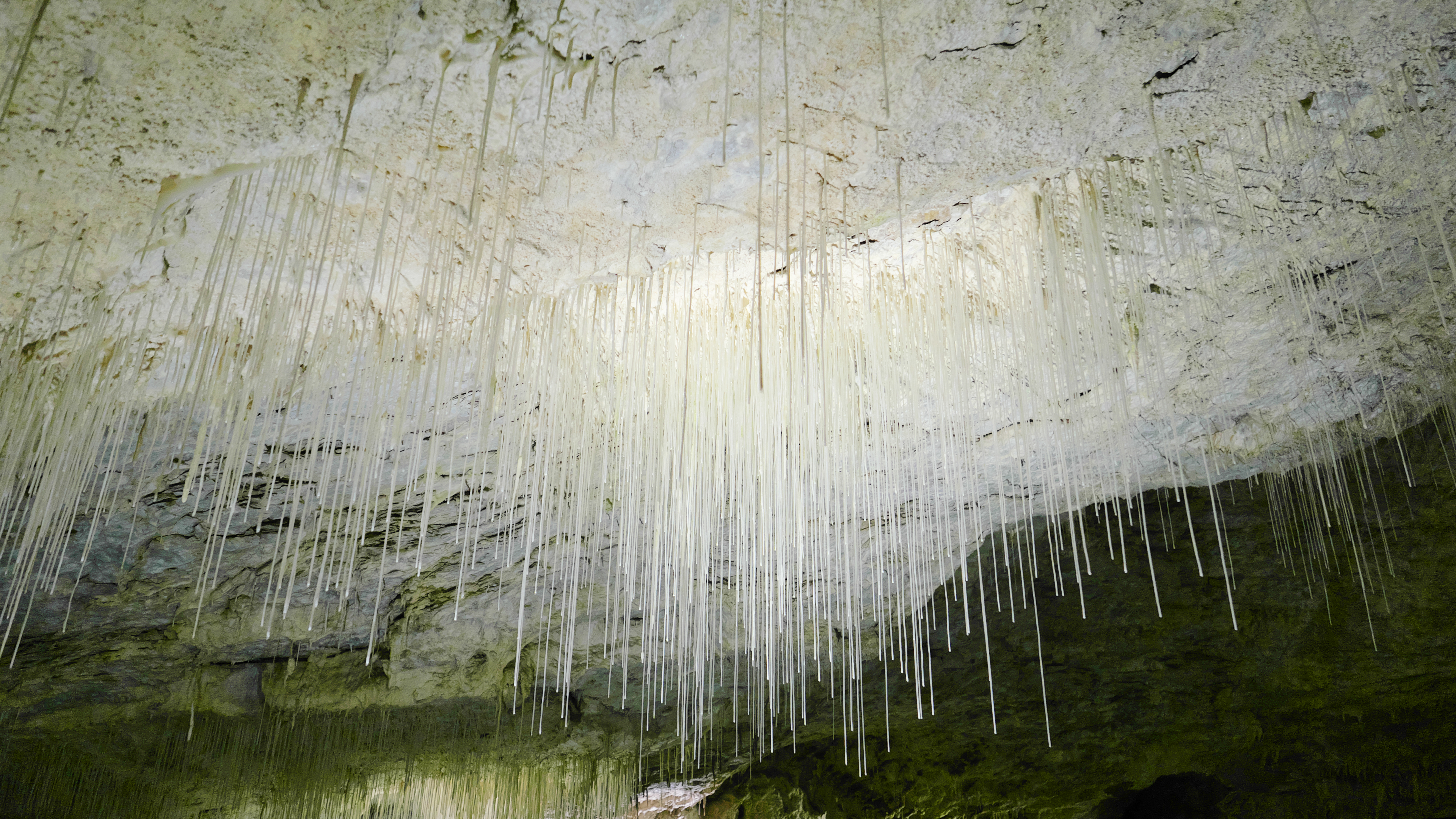
Nadelförmige Stalaktiten
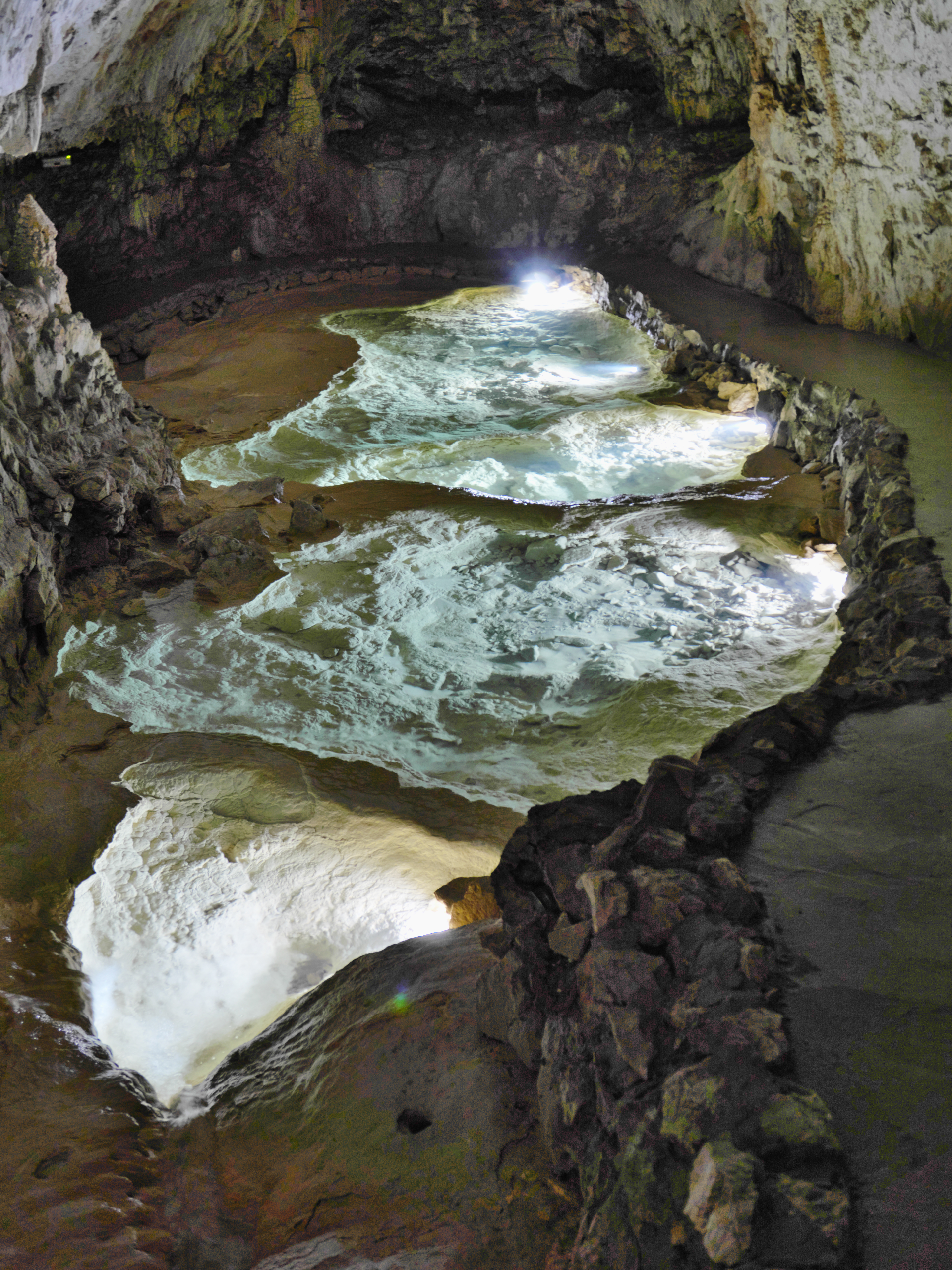
Kaskade des unterirdischen Flusses
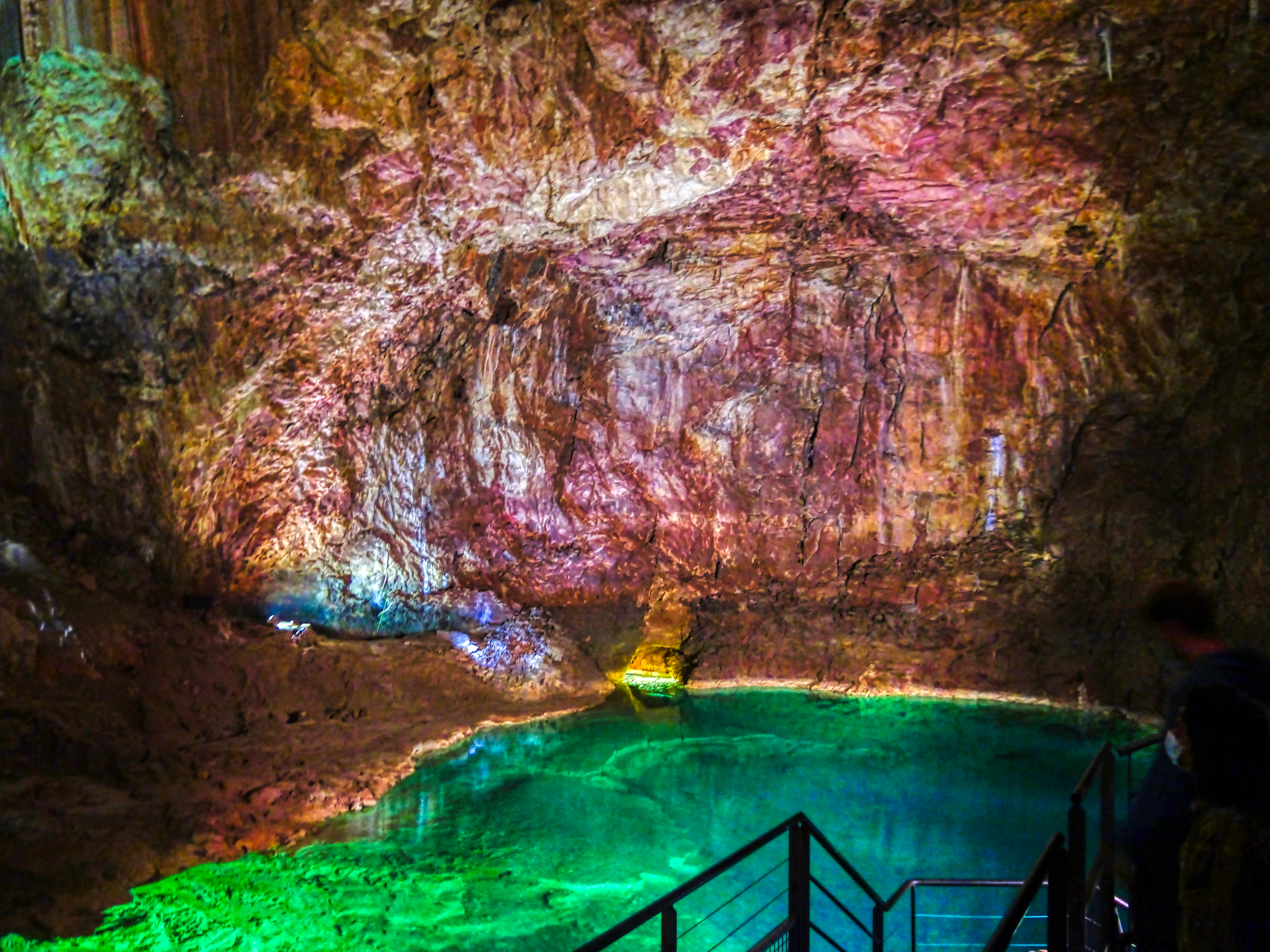
Mit farbigem Kunstlicht beleuchtete „Kathedrale“
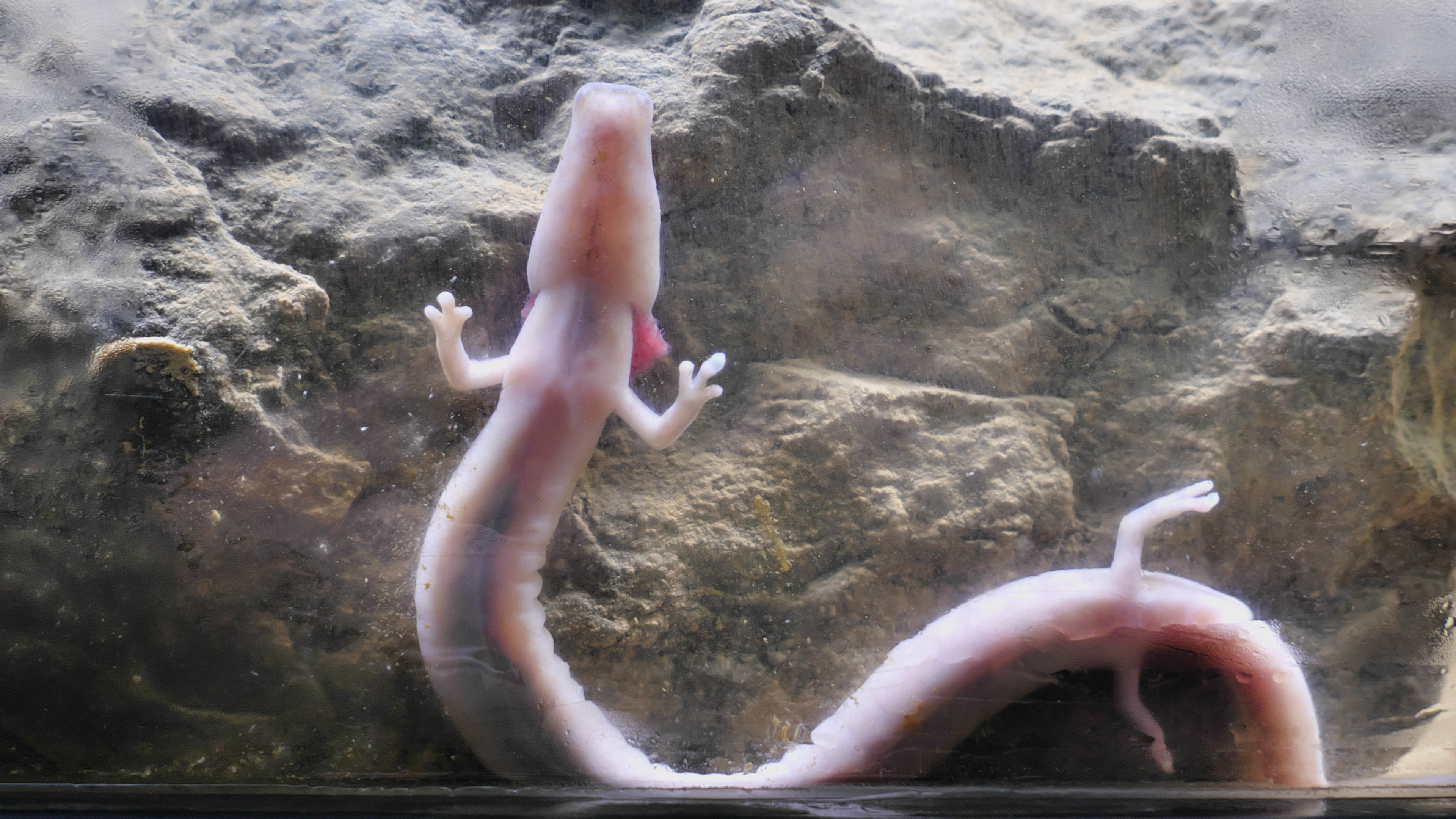
Aquarium mit Grottenolm
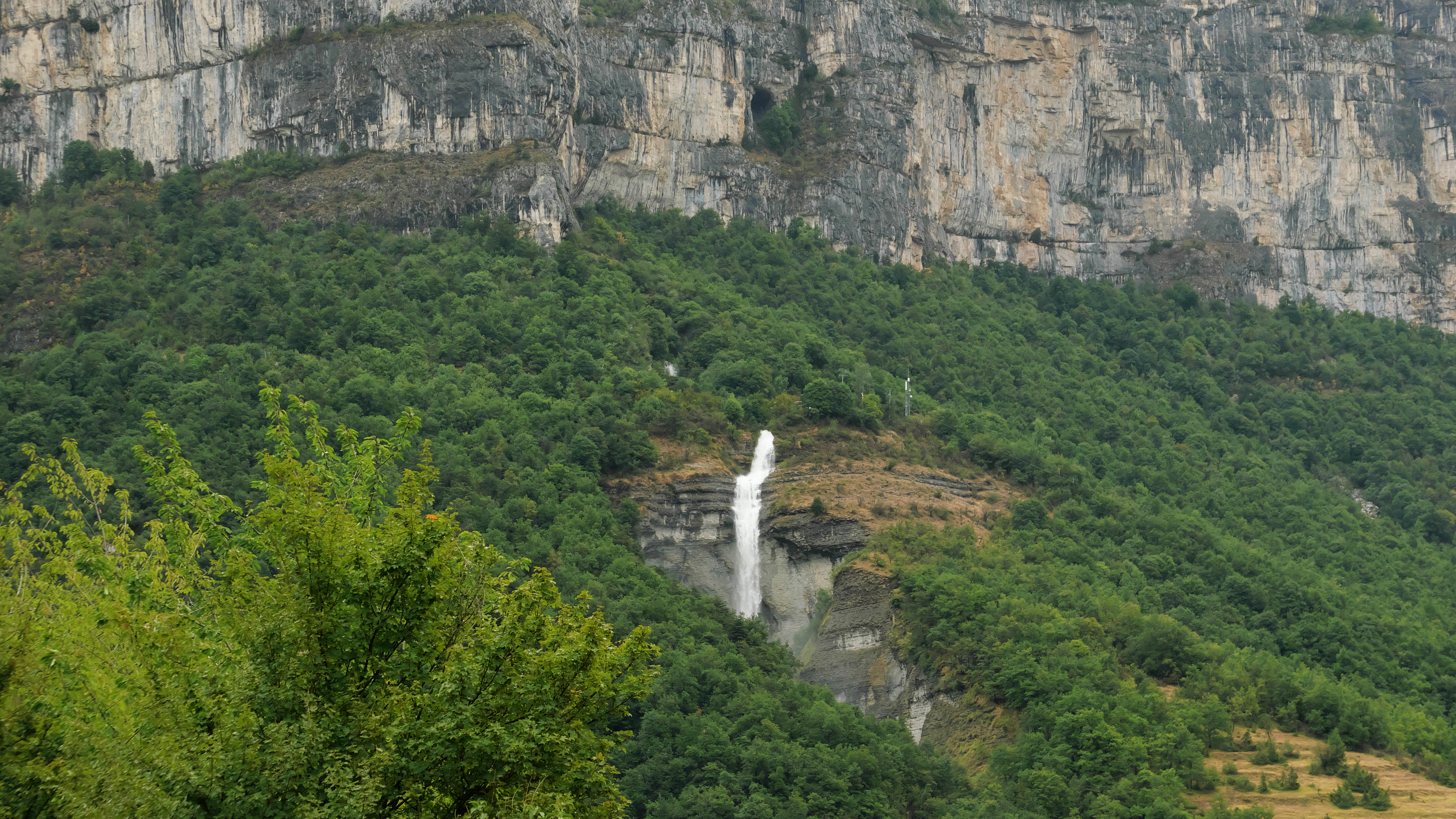
Der Wasserfall („Cascade de Chevaline“) an der Zufahrt südlich der Grotte de Choranche führt das aus der Höhle von Choranche stammende Wasser

## Grotte de Gournier
Gut dreihundert Meter nordwestlich vom Höhleneingang der Grotte de Choranche befindet sich die Grotte de Gournier. Das in diesem kilometerlangen unterirdischen Höhlensystem laufende Wasser verlässt die Karstwand dort am See Lac de Gournier, wo es gut einhundert Meter später in den Wasserfall von Gournier („Cascade de Gournier“) übergeht. Der Wasserfall ist untertunnelt und kann durchwandert werden, wenn er nicht zu viel Wasser führt. Nachdem der Gebirgsbach Gournier sich mit dem Gebirgsbach Chevaline aus der Höhle von Choranche vereinigt hat, mündet er nach gut einem Kilometer Lauf unten im Tal in der Ortschaft Choranche in die Bourne.

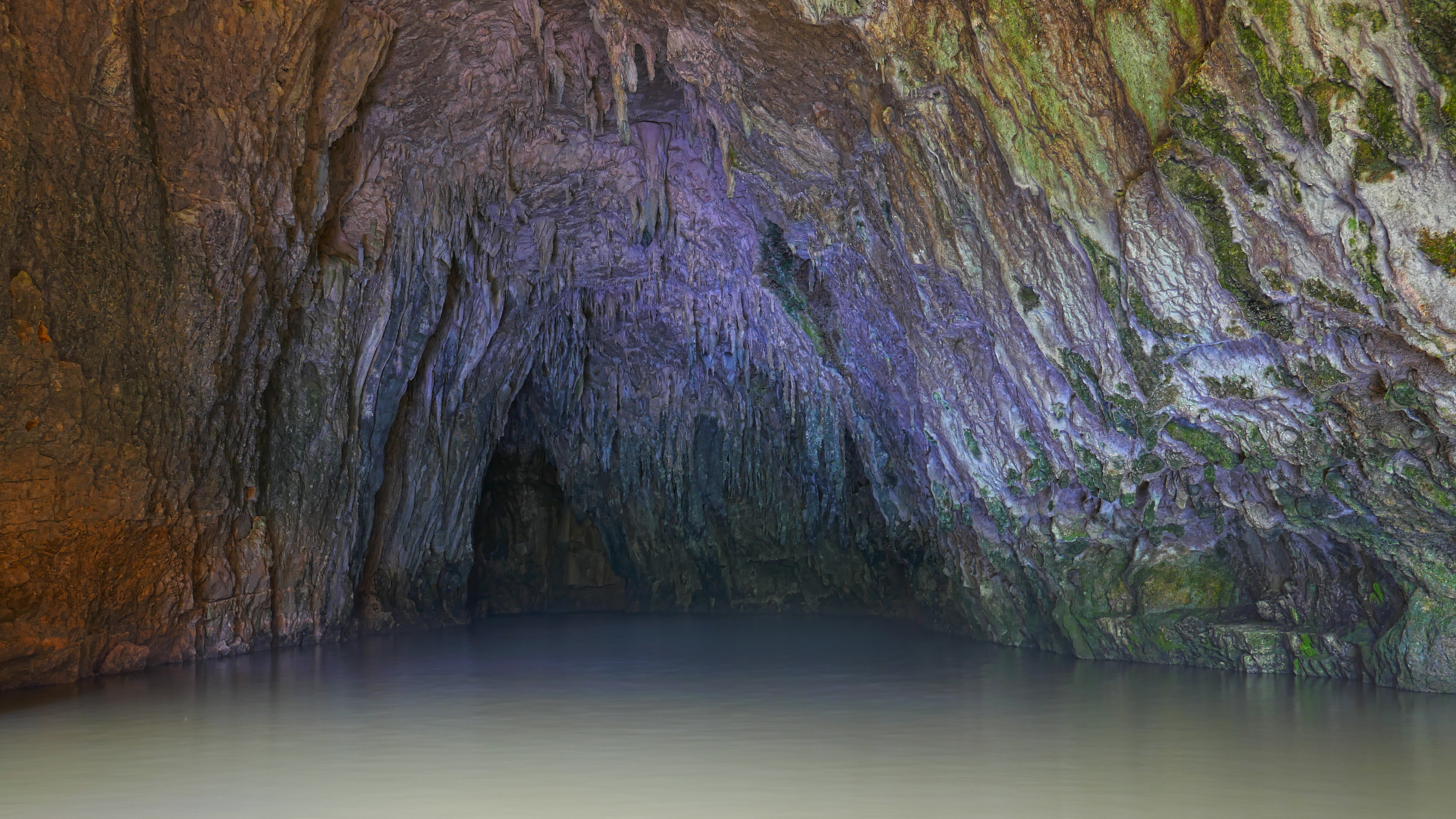
Grotte de Gournier über den Lac de Gournier vom Höhleneingang aus gesehen
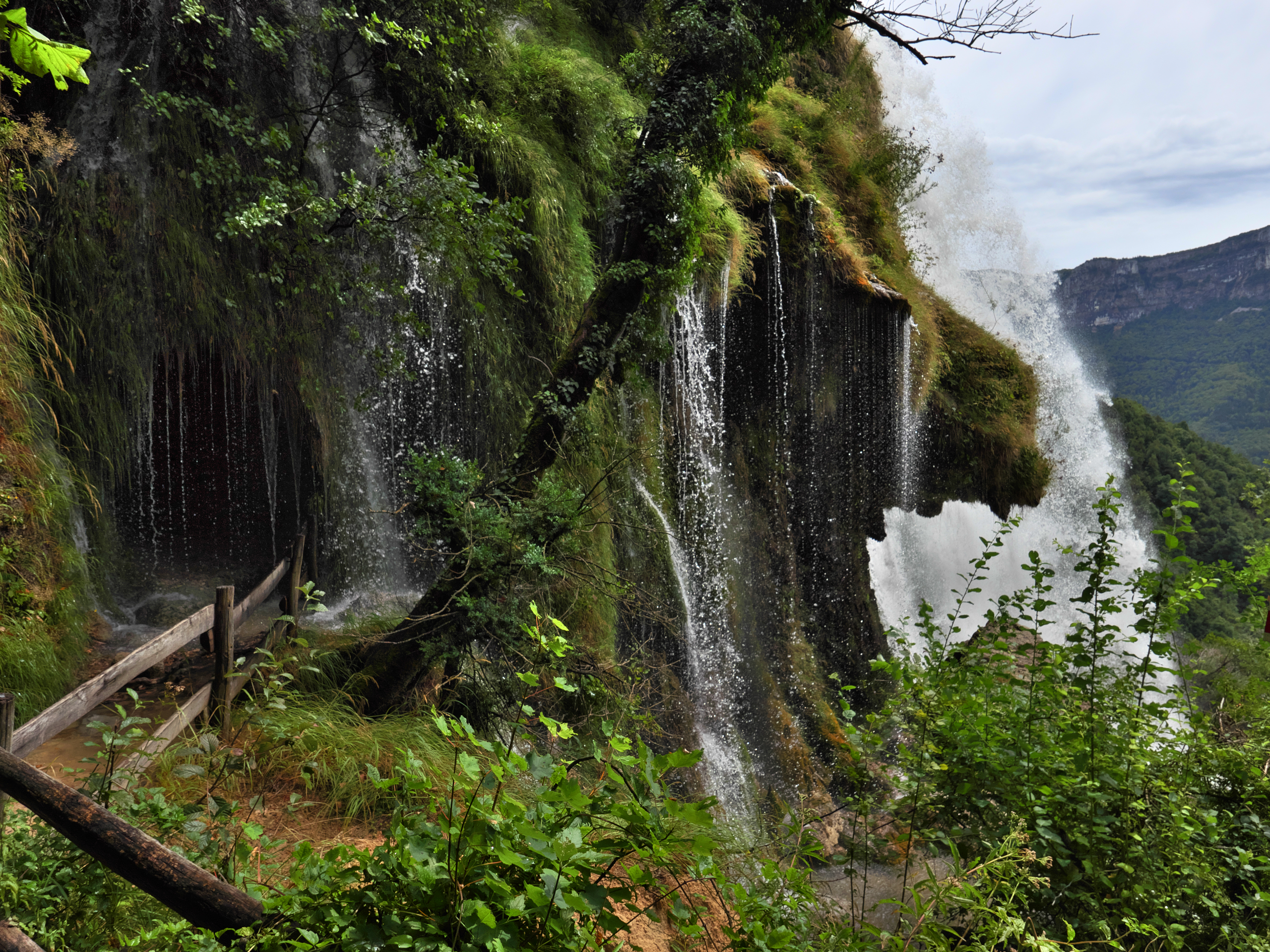
Fußgängertunnel unter dem Wasserfall de Gournier
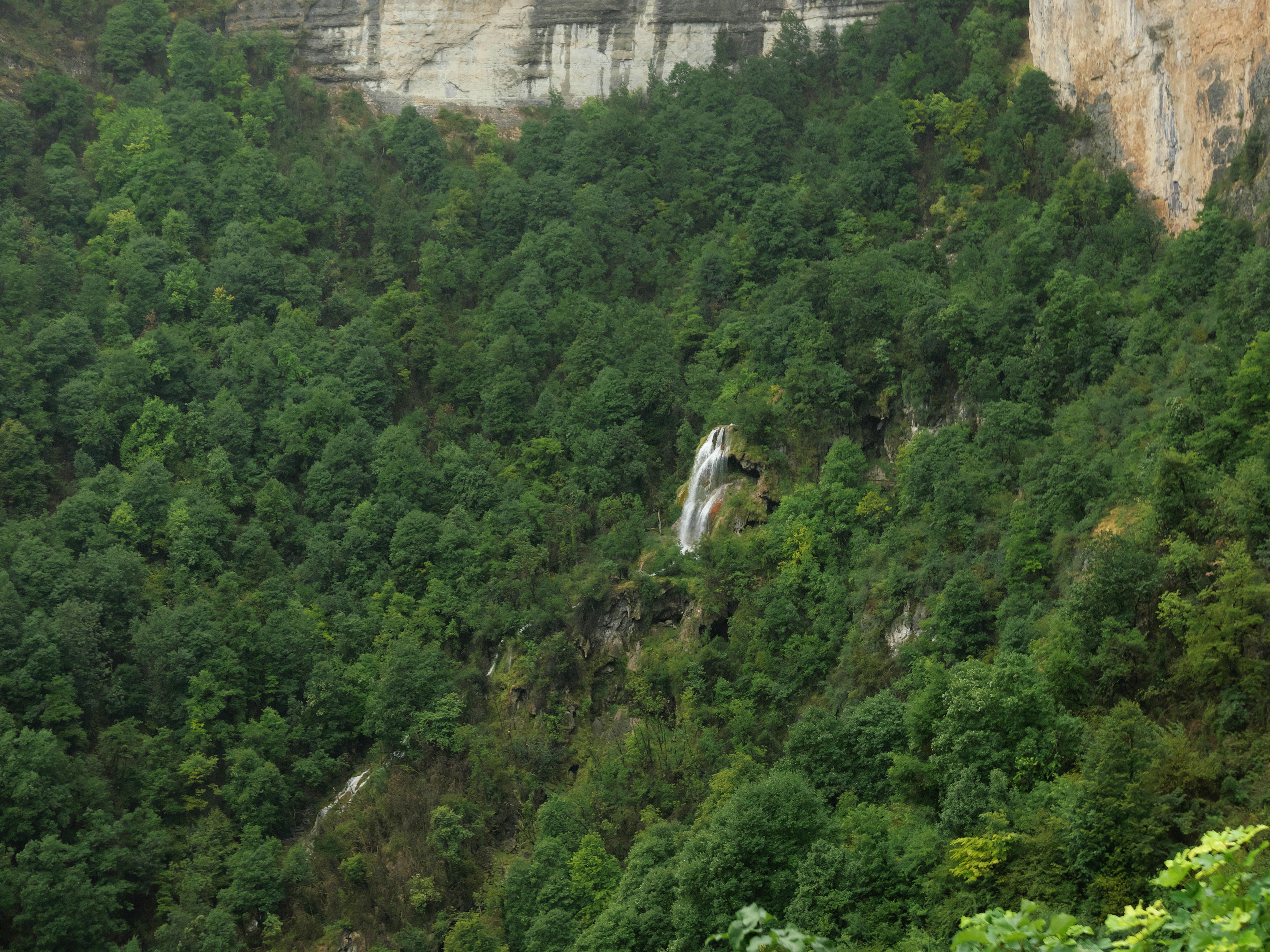
Der Wasserfall de Gournier führt das aus der Höhle von Gournier stammende Wasser